# Katarzyna Ucherska

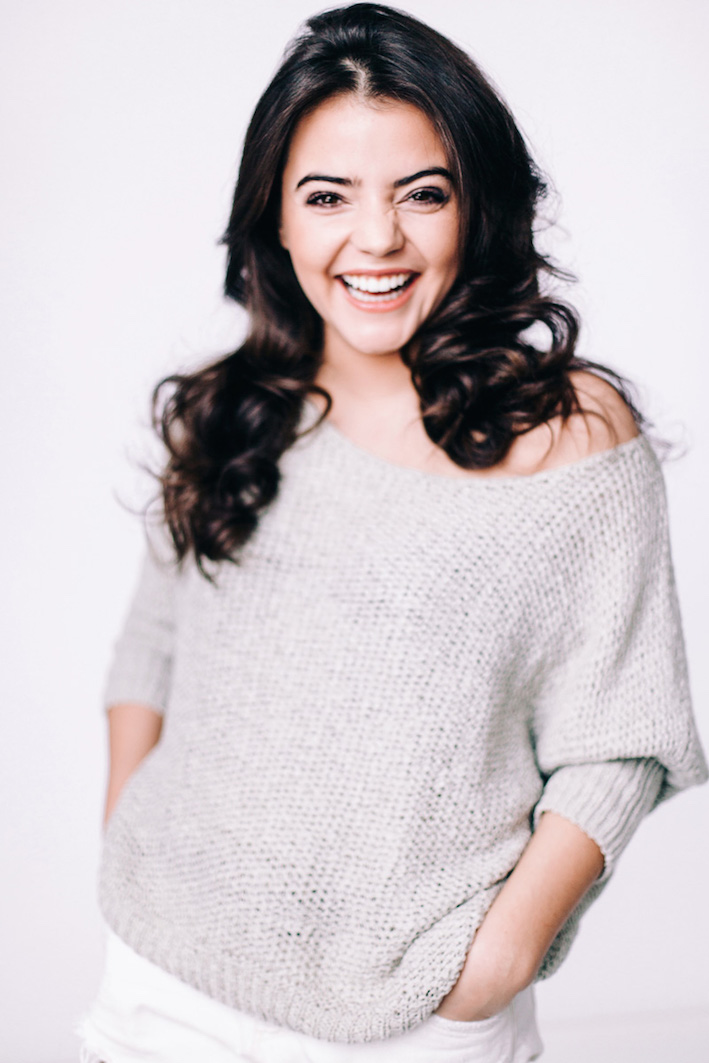
Katarzyna Ucherska (2017 rok.)

Katarzyna Ucherska (ur. 7 października 1992 w Nowym Sączu) – polska aktorka teatralna, filmowa, dubbingowa. Absolwentka rocznika 2016 warszawskiej Akademii Teatralnej.

## Życiorys
Występowała w takich serialach jak Ojciec Mateusz, Na dobre i na złe, Komisarz Alex, Barwy szczęścia. Od 2015 roku na stałe występuje na deskach Teatru Ateneum w spektaklach Dziewice i mężatki w reżyserii Janusza Wiśniewskiego, Róbmy swoje w reżyserii Wojciecha Borkowskiego, Kandyd, czyli Optymizm Adama Wojtyszko i Macieja Wojtyszko. W warszawskim teatrze Syrena zagrała tytułową rolę w spektaklu Edukacja Rity u boku Piotra Fronczewskiego. Jesienią 2022 zajęła czwarte miejsce w finale siedemnastej edycji programu rozrywkowego telewizji Polsat Twoja twarz brzmi znajomo.

## Nagrody i nominacje
- Otrzymała nagrodę Fundacji im. Aleksandry Śląskiej za wybitne osiągnięcia artystyczne na scenie Teatru Ateneum w Warszawie[4].
- Za rolę Stalina w spektaklu „Mistrz i Małgorzata” w reżyserii Waldemara Raźniaka na XXXIII Festiwalu Szkół Teatralnych w Łodzi otrzymała wyróżnienie[5].
- W 2018 roku za rolę Olyi Juszczuk w serialu Dziewczyny ze Lwowa otrzymała nominację do Telekamery w kategorii Aktorka[6].

## Spektakle teatralne

### Akademia Teatralna, Warszawa
- 2013 – Film (reż. Andrzej Strzelecki)
- 2014 – Poza rzeczywistością (reż. Wiesław Komasa)
- 2014 – Łysa śpiewaczka jako Pani Martin (reż. Grzegorz Chrapkiewicz)
- 2015 – Mistrz i Małgorzata jako Stalin (reż. Waldemar Raźniak)

### Teatr Bagatela, Kraków
- 2011 – Genomgnom jako Anna (reż. Dariusz Starczewski)

### Teatr Ateneum, Warszawa
- 2015 – Dziewice i mężatki jako Henryka (reż. Janusz Wiśniewski)
- 2016 – Róbmy swoje (reż. Wojciech Borkowski)
- 2017 – Kandyd, czyli optymizm (reż. Maciej Wojtyszko, Adam Wojtyszko)

### Scena Spectrum
- 2016 – Edukacja Rity jako Rita (reż. Andrzej Strzelecki)

## Filmografia
- 2012–2013, 2015: Klan jako Julia Nowik (reż. Paweł Karpiński)[7]
- 2013: Ojciec Mateusz jako Paula Jaworek (reż. Wojciech Nowak)[8]
- 2013–2014: M jak miłość (reż. Jarosław Banaszek)
- 2014: Na dobre i na złe jako Miłka (reż. Grzegorz Lewandowski)
- 2015, 2017–2019: Dziewczyny ze Lwowa jako Olga Juszczuk (reż. Wojciech Adamczyk, Adam Wojtyszko)[9]
- 2017: Komisarz Alex jako pielęgniarka Ola (reż. Marcin Czerwiński)
- 2017: Barwy szczęścia jako Hanna (reż. Natalia Koryncka-Gruz)[10]
- 2019–2020: Na Wspólnej jako Dagmara Świerczek (reż. Wojciech Adamczyk)
- 2021: Mecenas Porada jako Klaudia Leśniak (odc. 5) (reż. Bartosz Prokopowicz)
- 2021: Tatuśkowie jako Ela Horecka
- 2021: Inni ludzie jako Buka
- 2023: Uroczysko jako Komisarz Agata Wilczewska (reż. Kamila Fidler)